# Piero Montecchi (fumettista)
Piero Montecchi, noto anche con lo pseudonimo di Peter Montague (Pisa, 16 settembre 1924), è un fumettista italiano.

## Biografia
Nato a Pisa, si trasferì nel 1950 a Milano dove lavorò come operaio fino a quando, nel 1957, il fratello Paolo gli propose di realizzare con lui fumetti per il mercato inglese con gli editori Fleetway e Thomson. La collaborazione funzionò e si protrarrà fino alla fine degli anni settanta producendo storie a fumetti di vario genere pubblicate anche in Italia e in Francia, oltre a illustrazioni per copertine e racconti per la Fratelli Fabbri e La Sorgente e a campagne pubblicitarie come quella a fumetti per il dentifricio Colgate.
Insieme al fratello dal 1963 iniziò a collaborare con la Casa Editrice Universo realizzando numerose serie a fumetti di vario genere, come I Laramy della valle o La piovra d'argento, scritte da Antonino Mancuso, e pubblicate sui settimanali Intrepido e Il Monello. La serie più famosa di questo periodo fu Edizione straordinaria, poi rinominata Paris Jour, ideata da Raffaele D'Argenzio nel 1975. Per la Mondadori realizzò nel 1964, sempre col fratello, alcuni episodi della serie italiana di Batman e Superman, che però ebbe vita breve.